# Live in Vienna (Gandalf)
Live in Vienna is een livealbum van de Oostenrijker Gandalf, dat is opgenomen in Etablissement Ronacher in Wenen op 16 maart 2001. Normaliter bespeelt Gandalf alle muziekinstrumenten zelf, maar dat is live natuurlijk niet haalbaar. Hij heeft daarom een band om zich heen verzameld van "branchegenoten". Op het concert trad ook een aantal specifieke gasten op waaronder Steve Hackett. Gandalf is perfectionist, dus klinkt de muziek als zijnde opgenomen in een geluidsstudio. Het album bevat zowel een cd-versie als een dvd-versie. De dvd heeft twee extra tracks, opgenomen in Zell am See in juli 2000.

## Musici
Band:
- Gandalf – gitaar, toetsinstrumenten, sitar
- Peter Aschenbrenner – dwarsfluit, sopraansaxofoon, toetsinstrumenten
- Erich Buchener, Wolfgang Wograndi – basgitaar
- Christian Strobl – slagwerk, percussie
- Stephan Maass – percussie
- Toni Burger – viool
- Lanvall – gitaar
- Julia Martin – zang
- Richard Schönherz – toetsinstrumenten

Gasten:
- Steve Hackett – gitaar (Face in the mirror)
- Andy Baum – gitaar
- Georg Danzer – gitaar
- Wolfgang Ambros – zang.

## Muziek
Allen van Gandalf.

| Nr. | Titel                                    | Duur  |
| --- | ---------------------------------------- | ----- |
| 1.  | Return to the shire                      | 3:48  |
| 2.  | Colours of the earth                     | 10:19 |
| 3.  | Cosmic balance                           | 4:59  |
| 4.  | I am here                                | 5:46  |
| 5.  | The magician’s theme                     | 1:53  |
| 6.  | The keeper of the old forest             | 9:30  |
| 7.  | Face in the mirror                       | 9:58  |
| 8.  | Alone at Elrond’s house                  | 7:19  |
| 9.  | Die Ruhe vor dem Sturm                   | 5:21  |
| 10. | Teuflische Verbindung                    | 4:08  |
| 11. | The lonesome wanderer                    | 2:53  |
| 12. | Cosmic traveller                         | 7:23  |
| 13. | Higher than birds can fly ((alleen dvd)) | 7:40  |
| 14. | Cosmic traveller (alleen dvd)            | 6:41  |